# Bolechowce
Bolechowce (ukr. Болехівці, Bołechiwci) – wieś na Ukrainie w rejonie drohobyckim należącym do obwodu lwowskiego. Położona nad rzeczką Słonica, prawym dopływem Tyśmienicy.
Założona na przełomie XVI i XVII wieku w powiecie drohobyckim ziemi przemyskiej województwa ruskiego, w drugiej połowie XVII wieku należała do starostwa drohobyckiego.  
W II Rzeczypospolitej w powiecie drohobyckim województwa lwowskiego.
W latach 1944–1945 nacjonaliści ukraińscy z OUN-UPA zamordowali tutaj 24 Polaków.
Znajduje tu się przystanek kolejowy Bolechowce, położony na linii Stryj – Sambor.